# ウンピョウ
ウンピョウ（雲豹、Neofelis nebulosa）は、ネコ科ウンピョウ属に分類される食肉類。本種とスンダウンピョウでウンピョウ属を構成する。別名インドシナウンピョウ、タカサゴヒョウ（高砂豹）、タイワントラ（台湾虎）。
以下の説明は広義の本種について記述された文献に基づいており、現在別種とされるスンダウンピョウとは区別されていない可能性があることに留意。

## 分布
インド北東部、インドネシア（スマトラ島、ボルネオ島）、タイ、中華人民共和国南部、台湾、ネパール東部、ベトナム、マレーシア、ミャンマー、ラオス
以上の分布はスンダウンピョウ（スマトラ島、ボルネオ島）を含む広義の分布域であり、狭義の本種はインド、ネパール、東南アジア大陸部（インドシナ・マレー半島）、中華人民共和国に分布する。

## 形態
体長62-107cm。尾長55-90cm。体重16-23kg。頭部は大型で細長い。毛衣は暗灰色や黄褐色で、体側面に黒い縁取りのある不定形な（雲型）濃色の斑紋と黒い斑点や縞が入る。和名は雲状の斑紋に由来する。耳介の後方は黒い体毛で被われ、白い斑点が入る（虎耳状斑）。
耳介は丸みを帯びる。虹彩は黄褐色。鼻面は頑丈で幅広く、顎が発達する。犬歯は4cm以上と、身体の大きさに比較して非常に大型。第1小臼歯は小型で、第1小臼歯がない個体もいる。四肢は短く、足の裏は幅広い。

## 分類
ネコ属とヒョウ属の中間的な種だと考えられていた。近年はヒョウ属に近縁とされ、ヒョウ亜科に分類されることが多い。
以前は本種のみでウンピョウ属を構成し、4亜種が認められていた。以下の分類はWozencraft (2005) に従う。
Neofelis nebulosa nebulosa (Griffith, 1821) カントンウンピョウ
中華人民共和国、東南アジア
模式産地は原記載では不明とされるが、広東省と考えられている。のちにネオタイプとしてタイのチュンポーン県が指定されている。
Neofelis nebulosa brachyurus (Swinhoe, 1862) タイワンウンピョウ
台湾
1983年に目撃されて以来生息が確認されておらず、絶滅したと考えられている。
Neofelis nebulosa diardi (G. Cuvier, 1823)
スマトラ島、ボルネオ島
模式産地は原記載ではジャワ島とされたが、のちにスマトラ島に変更されている。ネオタイプの模式産地はパレンバン。
Neofelis nebulosa macrosceloides (Hodgson, 1853) ネパールウンピョウ
インド、ネパール、ブータン
模式産地はネパール。
2006年に遺伝子解析や斑紋の形態的特徴に基づき、スマトラ島とボルネオ島の個体群が独立種スンダウンピョウNeofelis diardiとして分割された。一方で2017年時点では、大陸および台湾個体群からなる本種に亜種は認められていない。

## 生態
標高2,000-3,000mにある森林に生息する。樹上棲。夜行性。群れは形成せず単独で生活する。
食性は動物食で、スローロリスやテングザルなどの霊長類、その他の小型哺乳類、鳥類、ヘビなどを食べ、大型の獲物ではイノシシやシカを食べることもある。樹上で獲物を襲ったり、樹上から地表を通りかかった獲物を襲う。家禽や、まれに家畜を襲うこともある。
繁殖形態は胎生。妊娠期間は86-95日。樹洞に幼獣を産み、飼育下では1回に1-5頭（主に2-3頭）の幼獣を産んだ例がある。授乳期間は5か月。生後26か月で性成熟する。

## 人間との関係
開発による生息地の破壊、毛皮や牙目的、漢方薬用、ペット用、動物園での飼育用などを目的とした乱獲などにより生息数は減少している。台湾や海南島の個体群は絶滅したと考えられている。
日本国内では1983年に野毛山動物園が初めて飼育下繁殖に成功した。

## 画像

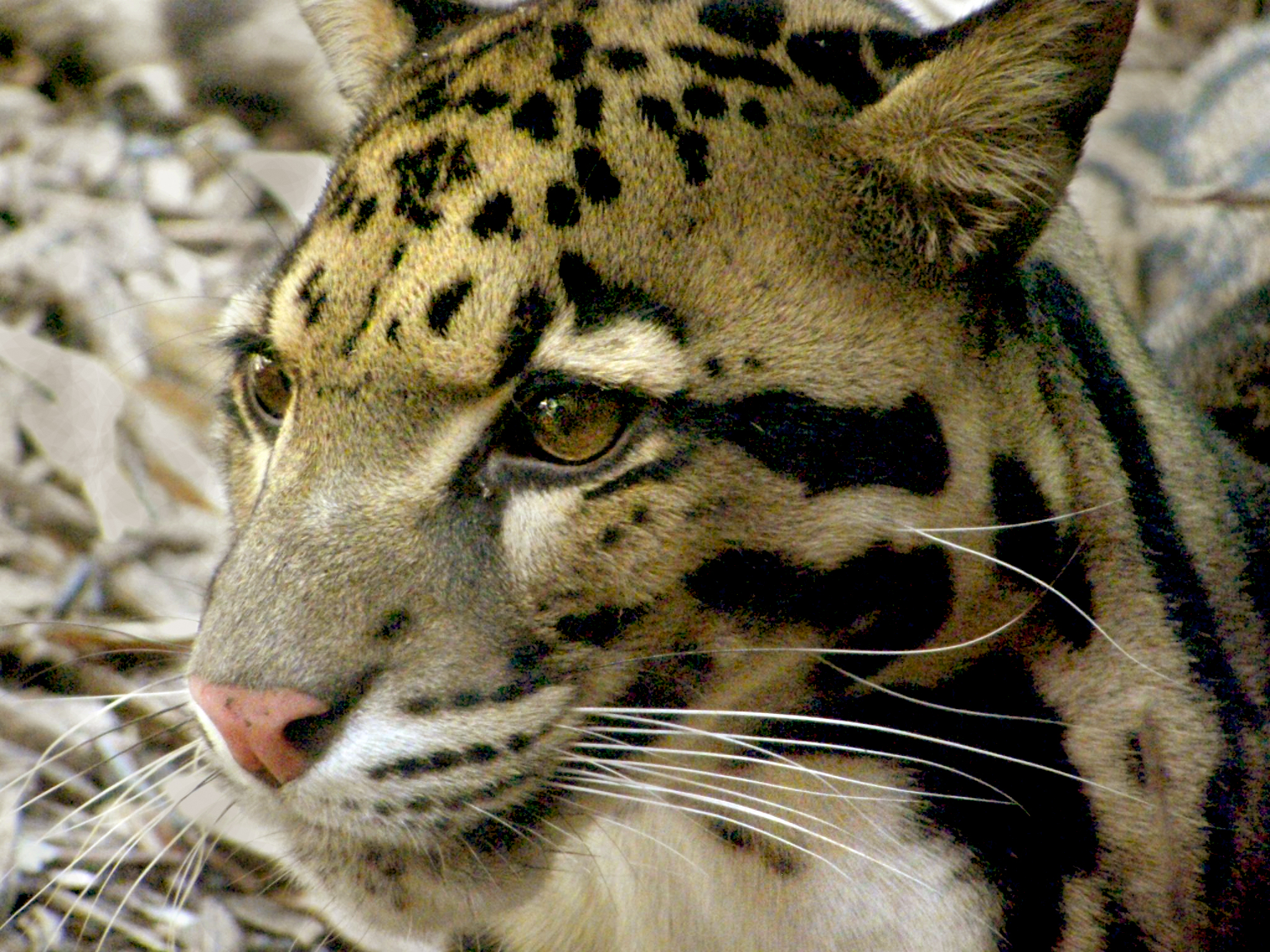
頭部
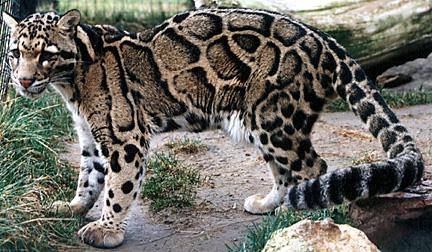
カリフォルニア州のネコ科動物の保護施設にて
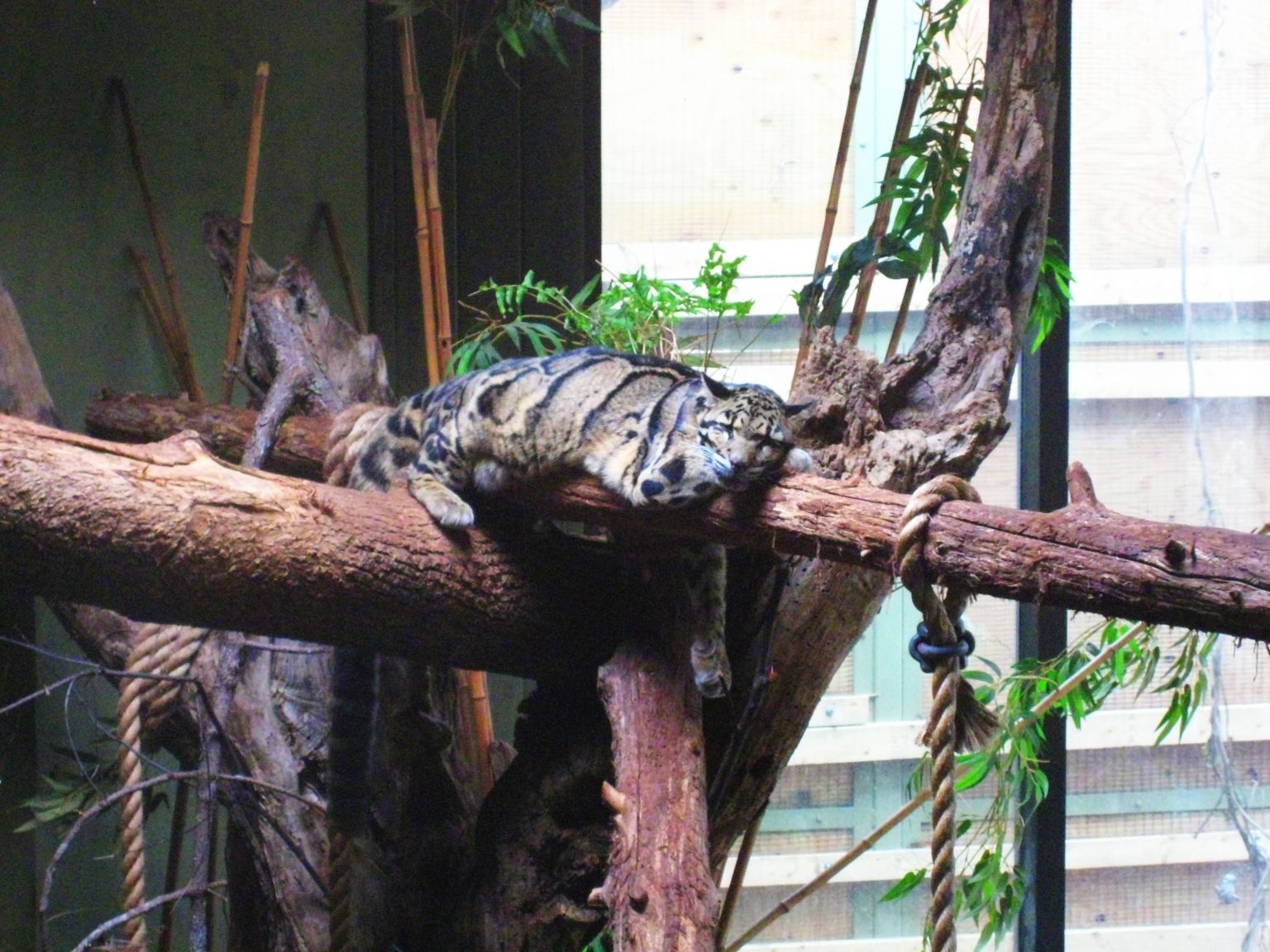
樹上で休憩するウンピョウ（トロント動物園）